# 愛知県道102号名古屋犬山線

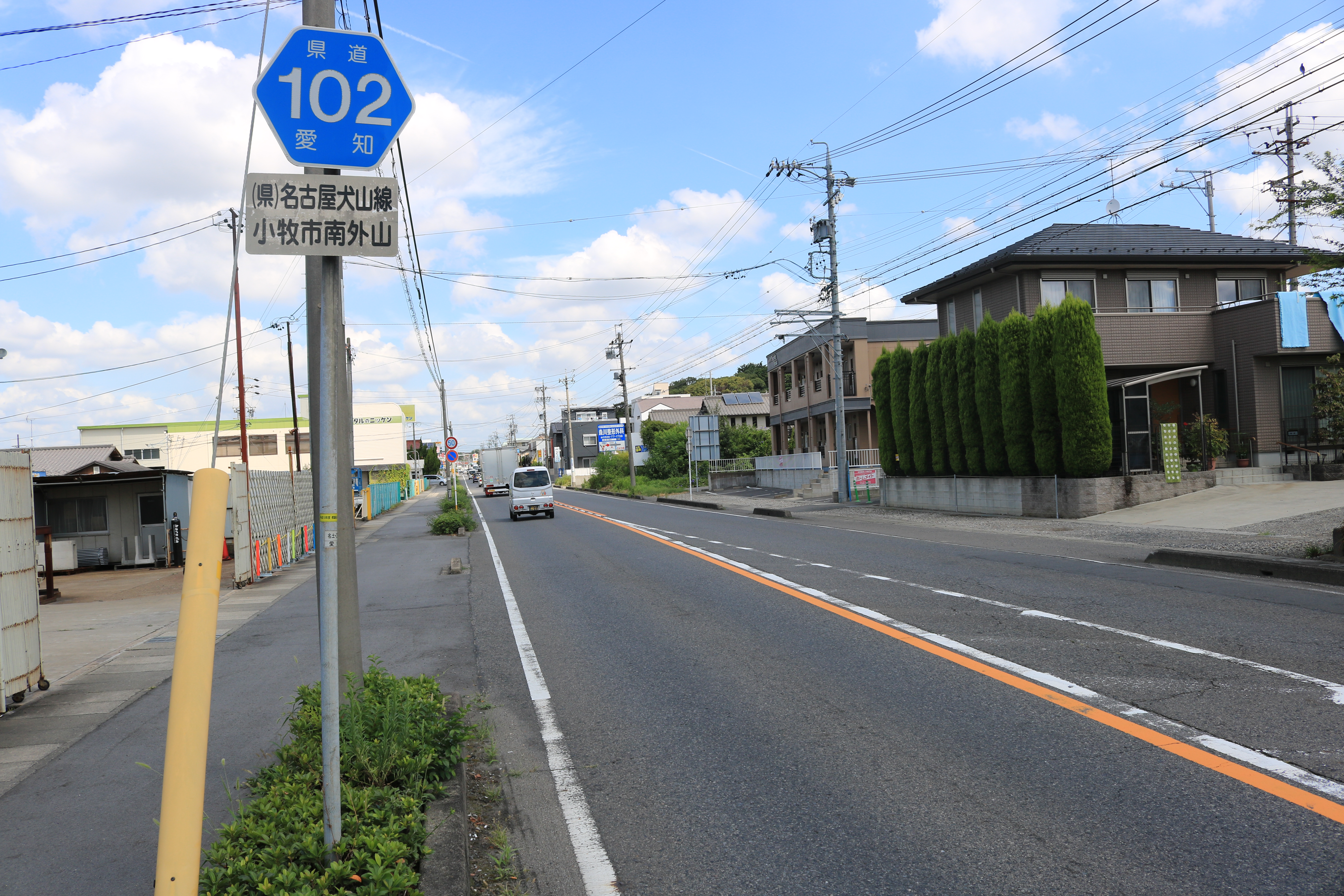
愛知県道102号名古屋犬山線、小牧市南外山にて

愛知県道102号名古屋犬山線（あいちけんどう102ごう なごやいぬやません）は、愛知県名古屋市から同県小牧市を経由して同県犬山市に至る県道である。昔はこの道が国道41号であったが、県道に格下げされている。ほぼ全線に渡って名鉄小牧線と併走している。沿線には、田縣神社などがある。

## 概要

### 路線データ
- 起点：愛知県名古屋市北区黒川本通
- 終点：愛知県犬山市羽黒
- 主な経由地：愛知県小牧市

## 沿革
- 1970年8月3日：認定

## 通過する自治体
- 愛知県
  - 名古屋市（北区 - 守山区 - 北区）
  - 春日井市
  - 小牧市
  - 犬山市

## 主な接続道路
- 国道41号（空港線）（北警察署南交差点）
- 名古屋市道名古屋環状線（志賀橋交差点）
- 名古屋市道上飯田通線第１号（上飯田通）（北区辻町6丁目・守山区瀬古1丁目：三階橋上で分岐/合流）
- 愛知県道202号守山西線（三階橋南詰 - 神守交差点(信号機撤去)で重複：102号で分断され202号同士の直通は要迂回）
- 愛知県道162号松河戸西枇杷島線（水分橋北交差点）
- 愛知県道161号名古屋豊山稲沢線（味鋺交差点）
- 国道302号（名古屋環状2号線）（味美白山町2丁目交差点）
- 愛知県道59号名古屋中環状線（味美駅西交差点）
- 愛知県道62号春日井稲沢線（味美上ノ町交差点）
- 愛知県道27号春日井各務原線（味美上ノ町交差点 - 春日井町交差点で重複）
- 愛知県道201号南外山勝川停車場線（春日寺交差点 - 南外山交差点で重複）
- 愛知県道166号小牧岩倉一宮線（南外山交差点）
- 愛知県道451号名古屋外環状線（若草町交差点）
- 愛知県道25号春日井一宮線（若草町交差点 - 桜井東交差点で重複）
- 愛知県道197号小牧春日井線（東新町交差点）
- 国道155号（旧道：小牧市中央 - 新町3丁目東交差点で重複、小牧一宮バイパス（北尾張中央道）：小牧原交差点）
- 愛知県道179号宮後小牧線（久保新町交差点）
- 愛知県道27号春日井各務原線（久保新町交差点 - 終点まで重複）
- 愛知県道176号若宮江南線・愛知県道177号大県神社線（若宮交差点）
- 愛知県道16号多治見犬山線・愛知県道192号草井羽黒線（羽黒交差点）

## 主な別名・愛称
- 防衛道路（名古屋市北区）

この通称の由来には諸説あり、佐藤航（2013年）によると、旧日本軍により整備された滑走路が転用されたことによる説、接収された陸軍小牧飛行場へ向かう米軍の軍用車が頻繁に通過したことによる説、国庫の防衛分担金により1954年（昭和29年）に完成したことによる説があるとする。
- 木曽街道（名古屋市東区、北区、守山区、春日井市、小牧市、犬山市）
- 上街道（名古屋市東区、北区、守山区、春日井市、小牧市、犬山市）
- 旧国道41号（名古屋市東区、北区、守山区、春日井市、小牧市、犬山市）
- 名犬国道（名古屋市東区、北区、守山区、春日井市、小牧市、犬山市）

## 沿線
- 堀川（黒川、庄内用水）
- 三階橋ポンプ場
- 矢田川（三階橋：現在の橋は2017年3月25日開通）
- 庄内川（水分橋：新橋梁に架替工事中、2034年度完成予定）
- 二子山古墳・二子山公園
- JR東海交通事業城北線 味美駅
- 航空自衛隊小牧基地
- 名鉄小牧線 小牧駅
- 田縣神社